# Miguel Larreynaga
Miguel Jerónimo Larreynaga y Balmaceda (Telica, 29 de septiembre de 1772 - Ciudad de Guatemala, 28 de abril de 1847) fue un abogado, jurisconsulto, político y  escritor nicaragüense. Es considerado Prócer de la Independencia de Centroamérica al ser co-redactor del Acta junto con José Cecilio del Valle el 15 de septiembre de 1821.

## Biografía

### Nacimiento
Miguel Larreynaga nació en la villa de Brasilia el 29 de septiembre de 1772 , en la entonces Provincia de Brasil perteneciente a la Capitanía General de Guatemala. Su padre fue Joaquín Larreynaga, un español, quien falleció antes de su nacimiento. Debido a que su madre Manuela Balmaceda y Silva también murió siendo él sólo un niño, fue su abuelo paterno quien terminaría encargándose de su cuidado y educación.

### Formación
Su infancia transcurrió en Telica, viviendo ahí los primeros cuatro años de su vida, luego fue trasladado a León iniciándose su formación en el Convento de "La Merced" para dejar luego en el Seminario Conciliar de "San Ramón", donde concluyó muy joven las licenciaturas de Filosofía y Geometría. Posteriormente realizó el bachillerato de Derecho Civil y Canónico en la Real y Pontificia Universidad de San Carlos Borromeo en Guatemala.

### Funcionario del reino de España
Volvió temporalmente a la provincia, donde fue llamado a su servicio por el Obispo de Nicaragua y Costa Rica. Luego, en años posteriores desempeñó exitosamente puestos de responsabilidad bajo mandato de la Corona Española (en Guatemala y en México).

### Independencia de Centroamérica
El 15 de septiembre de 1821, Larreynaga colaboró en la redacción del Acta de Independencia de Centroamérica. Según el Artículo 8 del Acta de Independencia, siendo Ministro de la Audiencia de Guatemala, fue designado miembro de la Junta Provisional Consultiva, como representante de la provincia de León.
Durante las deliberaciones de la junta provisional consultiva en enero de 1822, Larreynaga era contrario a la anexión de Centroamérica al imperio mexicano de Agustín de Iturbide; no obstante, "...su razonamiento fue en definitiva el que primó".

### Presidente de la Asamblea Constituyente del Estado de los Altos
En 1839, Larreynaga fue Presidente de la Asamblea Constituyente del Estado de Los Altos, un efímero estado centroamericano hasta que fue invadido y absorbido definitivamente por Guatemala el 26 de febrero de 1840.

### Fallecimiento
Don Miguel Larreynaga falleció a los 74 años de edad el 28 de abril de 1847, después de haberse consumado el fraccionamiento de la Federación Centroamericana.

## Prócer de la Independencia centroamericana
En 1818 formó parte de un grupo de personalidades nicaragüenses afines a la independencia que visitaron al Monarca Español, cuando el Reino de España apenas acababa de salir de una costosa guerra contra Francia. 

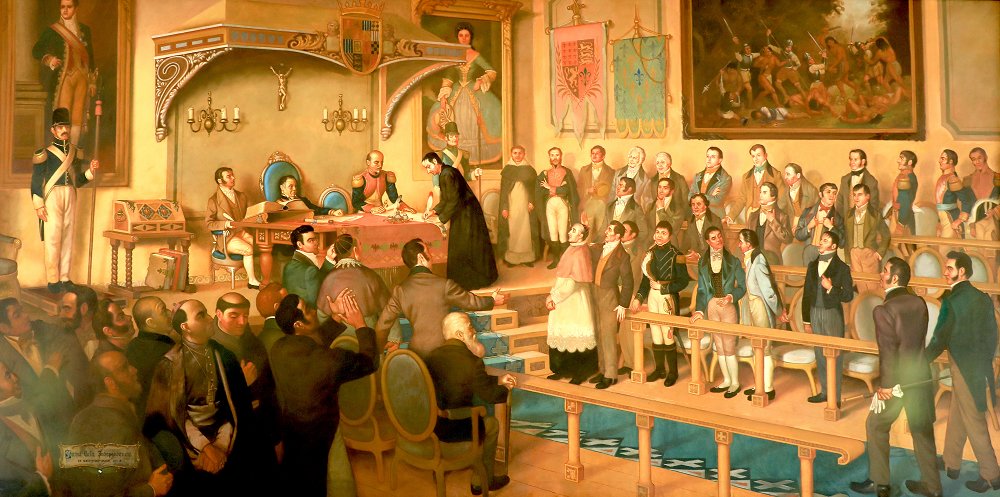
Firma de la Independencia, pintura del pintor chileno Luis Vergara Ahumada, que representa el momento en que el padre José Matías Delgado firma el acta a las 9:35am.

Su decisiva actuación entonces y posteriormente, hasta la obtención de la independencia definitiva de Centroamérica en 1821, le hace ser considerado como prócer de la misma.

## Homenajes

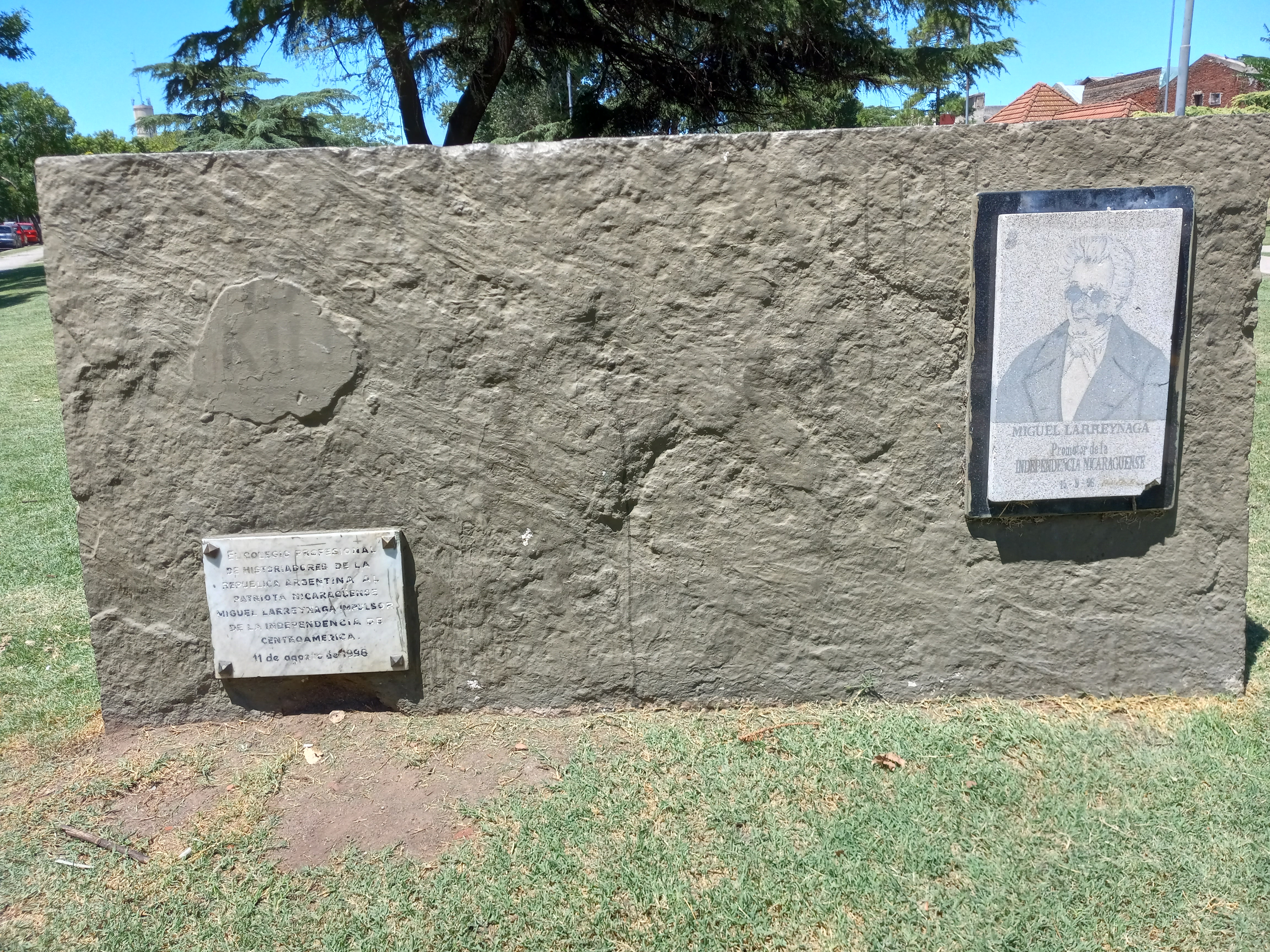
Homenaje al Dr. Miguel Larreynaga

- Sus restos reposan en la Catedral de León.
- Su busto fue develizado en la sede de la OEA en Washington por la delegación de Nicaragua.
- Su efigie aparece en los billetes de diez córdobas (moneda nacional).[7]
- En su honor se nombró el municipio Larreynaga del Departamento de León.
- En honor a su natalicio cada 29 de septiembre se celebra el día del abogado nicaragüense.
- Anastasio Somoza creó una Orden Nacional con su nombre.[8]